# 二大政党制
二大政党制（にだいせいとうせい、英語: two-party system）とは、政党制の一つで、二つの主要な政党が最近の主な選挙で大きな得票や議席数を保っている状態や、それを前提とした政治体制である。

## 概説
二大政党制は通常、国家制度や政党制度としては複数政党制だが、二大政党が大半の集票・議席・影響力・政権担当実績などを保持している点で、多党制と対比される。しかし、どこからを二大政党制または多党制と呼ぶか、もしくは何をもって二大政党制に当てはまるとするかについては学者や時期や観点によっても異なり、明確な定義は存在しない。2大勢力が拮抗していることを条件とする考えや、選挙での一時的な勝敗は度外視して10年以上などの長期間で2つの主要政党による政権交代が行われていることを条件とする考えなどがある。
二大政党制では政権交代が比較的容易だとされる。二大政党のいずれかによる単独政権になることが多く、多党制で多く見られる連立政権は、政党同士で長期的な連立協定や選挙協力を組んで一体化している場合(下記のオーストラリアなど)を除けば頻度は低く、二大政党がともに過半数を確保できなかった場合などに限られる。何らかの理由で二大政党を共に含んだ連立が組まれた場合は大連立や挙国一致内閣などと呼ばれる。なお多党制も政党間のイデオロギーの差異によって穏健な多党制と分極的多党制とに分けられる。
ジョヴァンニ・サルトーリの指摘では、二大政党制はイギリスや、イギリスから独立したアメリカ合衆国、カナダ、オーストラリア、ニュージーランドなどのアングロサクソン諸国で多く見られる。
二大政党制の背景には、主要な二大政党以外からは大量当選が困難な選挙制度である小選挙区制や、国民のイデオロギーや支持層が「保守と革新」など2種類または2方向に大別できること、更に両政党が比較的穏健かつ民主的であり現実的な政権交代を相互に許容できること、などが挙げられる。
二大政党制の利点には、二大政党による政策論争が国民にわかりやすく、二大政党への参加や支持が容易で、現実的な政権交代が容易なため国民に実質的な選択の余地があり、長期政権に発生しがちな腐敗防止や、政権獲得時に国民の支持を背景にした大胆な政策転換を行いやすいこと、などが挙げられる。また、中間層の有権者の支持を得る為に二つの政党の政策が似たものとなる傾向があり、少数派の意見をくみ取る政党がなくなるという問題があるが、ジョヴァンニ・サルトーリの主張ではイデオロギーの差異が小さいことは良い政治であり、この点を利点とする立場もある。
二大政党制の欠点には、二大政党の思想や政策が離れている場合には感情的な対立になりやすく、政権交代の際には大幅な政策変更により政治の不安定化を招く場合があること、逆に二大政党の思想や政策が接近している場合には国民に選択の余地が狭く多様な意見や思想を反映しにくいこと、同じ政党・政策・支持勢力などが長期間存続しがちなため政党内の新陳代謝や政策転換が進みにくいこと、特に二大政党間で談合や汚職などが常態化した場合には致命的な政治不信を引き起こしやすいこと、あるいは二大政党制へ誘導するための小選挙区制では大量の死票が発生すること、などが挙げられる。合意形成型民主主義の考え方に立てば、二大政党制を基盤とする多数決型民主主義においては多党制を基盤とする合意形成型民主主義より、少数意見の代表性が相対的に低いとされる。

## 代表例
二大政党制と呼ばれる国と時期には以下があるが、その定義や範囲は学者によっても異なる。

### ジョヴァンニ・サルトーリの指摘するアングロサクソン諸国
- イギリス：1800年代以降のトーリー党（後の保守党）とホイッグ党（後の自由党）。1920年代以降は保守党と労働党。第一次世界大戦、大恐慌を挟む戦間期、第二次世界大戦の際には大連立が行われた。1980年代以降は第3勢力の自由民主党（自由党の後継政党）や、スコットランドの地域政党であるスコットランド国民党などの得票率が拡大しているが、議席数は二大政党と大差があった。

1990～2000年代にはトニー・ブレアが率いる労働党が総選挙での地滑り的勝利で保守党の約2.5倍の議席を獲得した時期があり、2010年代には連立政権や少数与党政権があったものの、政権首班と「女王陛下の野党」をそれぞれ保守党と労働党が担当する構図に変わりはなかった。しかし2024年の総選挙で保守党は歴史的惨敗を喫し、労働党の3分の1の121議席に留まることとなった（第三党の自由民主党は71議席）。
- アメリカ合衆国：典型的な二大政党体制。現代では民主党と共和党が二大政党である。合衆国議会および各州の議会の会派は「多数派」と「少数派」の二会派とされることが通例であり、それぞれ共和党、民主党いずれかの議員のみか、あるいはそれに若干の無所属または地域政党所属議員を加えて構成される。全国規模の少数政党も存在するが、二大政党の指名を受けない候補が大統領に当選した例は19世紀以降なく、議会の議員もほとんどが二大政党に属する。

- カナダ：1993年まではカナダ進歩保守党とカナダ自由党の二大政党。1993年の総選挙で進歩保守党が壊滅的な大敗を喫して二大政党制が崩れたが、進歩保守党を引き継ぐカナダ保守党が2004年の総選挙で第2党となり、2006年の総選挙で政権に就いて自由党との二大政党となった。2011年の総選挙ではそれまで第3党だった新民主党が第2党に浮上し、従来の保守・自由の二大政党制が崩れたが、2015年の総選挙では自由党が議会の第1党の座を奪回する一方、新民主党が第3党に後退したため再び自由・保守の二大政党制に回帰した。ほかにブロック・ケベコワなどが存在する。

- オーストラリア：保守連合と労働党。保守連合は自由党とオーストラリア国民党の連合だが、選挙協力と連立協定が長期化しているため、二大政党制とも呼ばれる。なお、2010年の総選挙で、労働党も保守連合も、過半数を取れなかったが、労働党が、オーストラリア緑の党などの閣外協力を得て、政権続行をした。

- ニュージーランド：ニュージーランド国民党と労働党。ただし 1993年の選挙制度の小選挙区比例代表併用制への変更後は多党化した。

### その他
- ギリシャ：2012年までは新民主主義党と全ギリシャ社会主義運動による二大政党制が続いていた。2012年4月の総選挙で急進左派連合、独立ギリシャ人などが躍進し、多党化した。2015年1月ギリシャ議会総選挙では、急進左派連合が第一党となって独立ギリシャ人との連立政権を発足させた。
- ポルトガル：社会党と社会民主党。現在では二大政党制とはみなされない場合が多い。
- マルタ：国民党（英語版）と労働党（英語版）。
- コロンビア：コロンビア自由党（英語版）とコロンビア保守党（英語版）。19世紀半ばから2002年まで150年以上も二大政党制が続いたが、以降は多党化した。
- 韓国：当初は与党の自由党と最大野党の韓国民主党およびその後継政党。1987年の民主化宣言以降は、離合集散が激しいのが特徴で選挙のたびに新党結成が行われるが、概ね左右の二大政党に収斂している。2020年の総選挙以降は未来統合党から改称した右派の国民の力と左派の共に民主党による二大政党制となっており、保革対立や地域対立が激しいため、二大政党制からの脱却が課題となっている[4]。
- 中華民国（台湾）：中国国民党と民主進歩党。2000年代には多党化の傾向を示したが、2008年より従来の中選挙区を小選挙区に改めたことで、再び二大政党へ収斂。しかし両者の勢力が拮抗、少数政党ながら第三勢力の台湾民衆党がキャスティングボートを握るようになった。
- タイ：タイ貢献党と民主党。
- スペイン：国民党とスペイン社会労働党。しかし、2015年スペイン議会総選挙は左翼の新党ポデモスや中道右派の新党シウダダノスも多くの議席を獲得し、多党化した。
- オーストリア:中道右派のオーストリア国民党と中道左派のオーストリア社会民主党が二大政党となっているが両党は冷戦期を通じて度々大連立を行ってきた。しかし、2024年の連邦議会選挙ではオーストリア自由党が第1党となるなど、多党化が進んでいる。
- ドイツ:中道右派のドイツキリスト教民主同盟と中道左派のドイツ社会民主党が上位2党を占め、自由民主党が第3位の位置につく構図が戦後長らく続いてきた。しかし1990年代以降は同盟90/緑の党、左翼党などが第3位となることもあり、多党化した。そして2010年代からはドイツのための選択肢が躍進し、2025年の連邦議会選挙ではドイツのための選択肢が二大政党以外の政党としては戦後初の第2党となった。

## 日本における二大政党
日本における二大政党として挙げられるものには、1930年前後の数年間にわたる立憲政友会と立憲民政党の並立、そして2003年から2012年にかけての自由民主党と民主党の並立などがある。
また、1955年から1993年にかけての自由民主党と日本社会党の並立は二大政党制ではなく「一党優位政党制」「1と1/2政党制」と扱われるが、最大党と第二党が安定して大きな勢力を保っていたという点は共通するため、参考として本節に記載する。

### 戦前・政友会と民政党

#### 憲政の常道
大日本帝国憲法下では、1925年（大正14年）に普通選挙法が制定されたのち、二大政党である立憲政友会と憲政会（のち立憲民政党）とが、憲政の常道に基づいて交互に政権を担当した時期があった。
両者の特徴として、政友会は保守的で地主や大財閥の利益に密接であり、一方で民政党は「議会中心主義」を掲げ、革新的で都市部の中産階級から支持されていた。これらをもって、前者は現代の自由民主党に近く、後者は平成の民主党に近いものであったという主張があり、また、平成同様に不況に悩まされ末期に新興政党が勃興という点が共通しているという主張もある。

#### 憲政の常道の終焉
しかし、普通選挙実施に伴い政党は多額の選挙資金確保のため財界と結び付きを深め、結果数々の汚職事件（疑獄）や、スキャンダル合戦を引き起こすこととなる。統帥権干犯問題も二大政党制の中で攻撃材料として活用されたものだった。また、1929年（昭和4年）の世界恐慌により企業の倒産、失業者の増加、農村の疲弊など社会不安が増し、政党政治そのものが信用を失っていき、1931年（昭和6年）に軍部が独断で満州事変を起こし世論を味方につけて台頭。1932年（昭和7年）には五・一五事件により犬養毅首相が暗殺されたことで、8年間続いた憲政の常道は幕を下ろすこととなった。以降も政治・経済危機、国民の不満の増大、二・二六事件、軍部の台頭、満州問題と日中戦争の長期化、第二次世界大戦の勃発に対して、各内閣は事態を打開する力を持たなかった。
その後、1940年（昭和15年）におこった新体制運動によって二大政党を含む大半の政党が解散し、大政翼賛会が成立して東條英機による挙国一致内閣の独裁体制が発足。日本は太平洋戦争の道を突き進むことになった。

### 55年体制・自民党と社会党

#### 1と1/2政党制
第二次世界大戦の後、日本国憲法下においては、1955年（昭和30年）から1993年（平成5年）までにわたって、保守派の自由民主党（自民党）が第一党の政権与党、革新派の日本社会党（社会党）が第二党の最大野党として、両党が衆議院議員・参議院議員の大半を占めた。これを55年体制と呼ぶ。社会党は当初早期の政権交代を望んだが、社会党中心の政権は成立しないまま、徐々に野党の多党化が進んだ。社会党は、支持率・議席数ともに自民党の半分程度であり、この大小関係から、「二大政党制」ではなく「一党優位政党制」「1と1/2政党制」と評された。
この期間では自民党は政権与党であり続けたが、同党の結成以来の党是であった憲法改正に必要な「両院議席の3分の2以上」を獲得することは一度もできなかった。衆議院総選挙の直後に過半数を割り込むことは幾度かあったものの、無所属議員の追加公認や小政党の新自由クラブとの連立によって過半数を保持してしのいだ。
社会党は衆参両院の第2党かつ野党第1党であり続けたが、政権交代に必要な衆議院の過半数を獲得することは一度もできなかった。さらに社公民路線での他党との共闘を含めても、衆議院での過半数を制することはできなかった。唯一、1989年の第15回参議院議員通常選挙では土井ブームによって躍進し、最多の議席数を得たとともに自民党を過半数割れに追い込んだものの、参議院選挙は半数のみが改選される制度のため、比較第1党は自民党のままであった。

#### 55年体制の終焉
自民党の長期支配が続くに従い自民党の内部からも政権交代可能な二大政党制を模索する声が上がるようになる。自民党竹下派会長だった金丸信は戦前の二大政党制を参考に、竹下派と社会党右派による積極財政党、竹下派以外の自民党による緊縮財政党による二大政党制を構想していたが、金丸事件によって金丸信は失脚。この構想は頓挫した。金丸を失った竹下派の後継者争いにより、自民党は分裂していった。
平成に入ってからの「改革」ブームの中、アメリカやイギリスの二大政党制が理想とされた。政治不信の高まりをうけて、1993年（平成5年）の衆議院総選挙において、自民党が分裂して過半数を割り込み、さらに社会党も議席を減らした。
そこで、自民党から分離独立した新生党と新党さきがけが、社会党および公明党・日本新党・民社党・社会民主連合・民主改革連合といった小政党らと手を組んで多数派となり、合計8つもの政党から構成される非自民党・非共産党の連立政権（細川内閣）が誕生した。
これにより自民党は1955年に結党して以来初めて野党に転落し、また社会党は片山哲以来数十年ぶりに与党（の一部）になった。ここに55年体制は崩壊した。
しかし8党連立政権はわずか10ヶ月で崩壊し、翌1994年には自民党と社会党と新党さきがけの3党による自社さ連立政権（首相は社会党の村山富市、のちに自民党の橋本龍太郎）が発足した。
自民党は長年の政敵であった社会党と手を結ぶことで政権に復帰した格好であり、大連立ともよべる状況であった。自社さ連立政権は1998年まで続いた。
なお、1994年から1997年にかけては、かつての8党連立政権のうち野党に転落した新生党・公明党の一部・民社党・日本新党・自由改革連合などが結集して新進党が成立し、社会党に代わる第二党となっていたが、政権交代には至らないまま解党した。

### 平成中期・自民党と民主党

#### 小選挙区比例代表並立制の導入と平成の二大政党制の幕開け
1996年（平成8年）の衆議院総選挙から、政権交代可能な二大政党制を目指して小選挙区比例代表並立制が導入された。
この制度の下、自民党と公明党による自公連立政権が1999年から成立した。それに対し自民党に次ぐ第二党かつ最大野党として、新党さきがけ、社会党の流れを汲む初代民主党に新進党の流れが合流し、二代目民主党が1998年に発足した。
さらに民主党は2003年に自由党を吸収するなどして党勢を拡大し、与党の自公政権に対抗する規模に成長。以後2003年ごろから2012年にかけては「保守政党としての自民党と、リベラル派を中心に非自民勢力が幅広く集まった民主党」による二大政党制の様相を呈した。一方、小沢一郎の構想としては「保守二大政党制」があり、日本共産党からは自民の人気が下がったときに民主が身代わりとなる保守二大政党制とみなされていた。公明党からは自民単独政権でなく連立政権であることが指摘される。
2003年の衆議院総選挙では、与党・自民党が237議席（公示前より10議席減。過半数を割る）にとどまったのに対し、野党・民主党が177議席（40議席増）を獲得し、二大政党制への期待が高まった。さらに比例代表での獲得議席は民主党が自民党を上回った。続く2004年の参議院選挙では、民主党は総獲得議席でも自民党を上回った。翌2005年の衆議院総選挙（郵政選挙）では小泉旋風によっていったん自民党が大勝し、民主党が縮小した。しかし、続く2007年の参議院選挙では民主党が再び躍進し、ついに参議院で民主党の議席が自民党を上回った。衆議院では自民党と公明党が過半数を維持して政権与党であるが、参議院では民主党を中心とする野党が過半数となったことで、与野党の勢力が拮抗する「ねじれ国会」に至った。
そして2009年の衆議院総選挙によって民主党は圧勝した。第二次大戦後で初めて、選挙で野党が衆議院での単独過半数を得たことに伴う政権交代が起こり、民主党・国民新党・社会民主党による鳩山政権が発足した。自民党は大敗して15年ぶりに野党へ転落した。民主党は以後2012年末までの3年強にわたり政権を担当した。

#### 民主党政権行き詰まりと平成二大政党制の終焉
2009年の総選挙で発足した民主党政権は、高支持率でスタートしたものの、鳩山由紀夫政権下での普天間基地移設問題や、菅直人政権における消費税増税などの政策課題で混乱を招き、政権運営は徐々に行き詰まりを見せた。そのため2010年5月の時点で、「すでに二大政党制の終焉ではないか」とする憶測も出始めた。翌2010年の参議院選挙では、民主党の支持率低下が顕著に現れ、自民党を中心とした野党勢力が与党（民主党・国民新党）を上回る結果となった。これにより、2007年とは逆に、衆議院では与党が多数を占めながらも参議院では野党が過半数を持つという「ねじれ国会」の状況が再び出現した。そして2012年の総選挙では、民主党政権に対する批判が強まり、自民党が大勝して政権を奪還。再び自由民主党が与党に復帰し、第2次安倍内閣が発足した。
2012年の第46回衆議院議員総選挙では、民主党は政権交代前の勢を完全に失い、大敗を喫した。選挙前の議席から約4分の1にまで縮小し、与党から転落することとなった。2016年に民主党は維新の党と合流して民進党に改称するも、2017年の第48回衆議院議員総選挙で希望の党に合流する議員と立憲民主党に合流する議員とで分裂する形となった。2018年には希望の党の大半と、参議院に残っていた旧民進党議員を母体に、国民民主党が結成され、旧民主党勢力は社会と民社の如く立民と国民の二党に再び分裂する形となり、自民1強多弱体制ができていた。

### 令和

#### 平成の総括
日本では二大政党制が定着しなかったことから、二大政党制そのものへの懐疑的な見方も出るようになった。例えば、日本の政治風土には英米型の敵味方で分断する二大政党制がそもそも合っていないとする見方や、与野党の対決構造を軸とする政党運営が政治の多様性や合意形成を阻害しているとの見方、さらには二大政党制の優位性という価値観自体が報道機関によって形成された世論に過ぎないとする見方も存在する。2017年に安倍晋三首相（当時）は2017年に平成の新党ブームに言及し、「2009年や1993年にブームが起こり、我々は政権を失った。(新党ブームで)生まれたのは混乱と経済の低迷だ」と批判している。
ただし、こうした二大政党制に対する懐疑的見解がある一方で、現実には二大政党的な枠組みのせいではなく、有権者の選択で日本は一党優位状態になっていてるだけとの指摘もある。たとえば、世界を代表する二大政党制国家であるイギリスでは、ブレア政権下で労働党と保守党の議席差が2倍を超えたこともあったが、それでも政権交代を繰り返す競争環境は維持されていた。また、同様に二大政党制を基軸とするカナダでは、特定政党の大敗によって二大政党制が一時的に崩れることがあっても、有権者の選択によって再び回復する事例も見られる。日本においても、2012年総選挙以降、自民党が小選挙区で10％以上の大差で勝利するケースは減少傾向にあり、5％以内の接戦が増加しているとされる。2021年総選挙では、1万票未満の僅差で当選した選挙区が51に上り、有権者の選択次第で政権交代や二大政的状態に再びなる可能性は残されているといえる。

#### 令和時代の野党再編
2020年には旧・立憲民主党へ旧・国民民主党の大半が合流し、新・立憲民主党が結成されたが、対抗して新・国民民主党も結成され、旧民主党系は二分された。
2021年の衆院選では与野党間で政策合意や候補者調整が進められたことで、小選挙区比例代表並立制導入後初めて、制度本来の「与党対野党」という構図が具現化されたとの評価もある。
2022年の参院選では、立憲民主党が改選議席を大きく減らした一方、第三極の日本維新の会が躍進し、比例代表票でも立憲民主党を上回るなど、野党勢力の構図にも変化が表れた。
2024年の衆院選では、日本維新の会と国民民主党がキャスティングボートを握り、れいわ新選組・参政党・日本保守党が議席を伸ばすなど、多党化が進んだ。石破茂は「二大政党制に収れんすると考えたのは間違いだった。（小選挙区）制度さえ入れれば実現すると思っていたのは、私の考えの足らざるところだった」と述べた。